# Руска (Хынчештский район)
Руска (рум. Rusca) — село в Хынчештском районе Молдавии. Наряду с сёлами Лапушна и Анены входит в состав коммуны Лапушна.

## География
Село расположено на высоте 184 метров над уровнем моря.

## Население
По данным переписи населения 2004 года, в селе Руска проживает 425 человек (61 мужчина, 364 женщины).
Этнический состав села:
| Национальность | Число жителей | Процентный состав |
| -------------- | ------------- | ----------------- |
| молдаване      | 296           | 69.65             |
| русские        | 59            | 13.88             |
| украинцы       | 51            | 12.0              |
| цыгане         | 7             | 1.65              |
| гагаузы        | 4             | 0.94              |
| болгары        | 3             | 0.71              |
| поляки         | 1             | 0.24              |
| евреи          | 1             | 0.24              |
| прочие         | 3             | 0.71              |
| Всего          | 425           | 100%              |